# 形式陶冶
形式陶冶（けいしきとうや、ドイツ語: formale Bildung）は、教育による働きかけの捉え方のひとつ。陶冶は、ドイツ語のBildungの訳語で、人間形成のことである。

## 概説
形式陶冶は、実質陶冶に対置して言われる言葉で、形式陶冶は、単に知識をあれこれと子どもたちに教え込むことではなく、その知識を使いこなす能力、それをさして「形式的」というのだが、それを発展させることで、思考力（記憶力・推理力・想像力などの精神的能力）がつくとする教育の立場である。時に、その効果(学習転移)も形式陶冶ということがある。速読、多読、百ます計算、体験学習、勤労体験などは、いずれもこの形式陶冶から派生してきた教育活動のアイディアである。
実質陶冶（独: materiale Bildung）は、これに対して個々の内容的な知識を身につけさせることをいう。
形式陶冶と実質陶冶は、そのformaleとmaterialeという形容詞は、ギリシア哲学の形相と質料、つまり器（かたち）と内容（心）を意味する言葉の対比から着目されたもので、いずれか一方のみが重要というものではない。ただ、武道、華道、茶道などの教育で、かたちから心へとか、心が出来れば形に表れるといった表現が往々にしてなされるように、いずれか一方の教育成果が、自ずと他方に連鎖的な効果をもたらすという見解を表明する教育学者もままある。
形式陶冶を最初に提唱したのは、ドイツの教育者ヴィルヘルム・フォン・フンボルトで、彼の考え方は、その後20世紀初頭のゲオルグ・ケルシェンシュタイナーの労作教育の考え方にも反映された。またクルト・ハーンのアウトワード・バウンドなどの身体的鍛錬を重視した考え方も、これにつながるものである。
古典語と数学がこの極の教科として認められた。 しかし、19世紀にすでにこれに対する反対があった。